# Šohaj (pochod)
„Šohaj“ (německy Kammbläser-Marsch) je slavnostní pochodová skladba, kterou složil český hudební skladatel Václav Vačkář.

## Vznik skladby
Skladbu složil Václav Vačkář v období jeho pobytu v Boskovicích v letech 1908–1912, kde působil jako městský kapelník. Skladbu i otextoval ve stylu východomoravského nářečí. V tomto období, které bylo zakončeno v roce 1912 krajinskou výstavou v Boskovicích, složil svá nejznámější díla. Skladba je založena na moravské lidové hudbě, právě proto dal autor skladbě podtitul Slovácký pochod. Skladba byla poprvé předvedena v Boskovicích. Při svém pobytu ve městě Václav Vačkář jako vrchní kapelník dobře vycházel s místními jednotami Sokola i Orla, které pochod následně převzali do svých sborníků. Pochod se poté zpopularizoval a stal se jedním z nejznámějších českých pochodů. Jednou ze známých verzí se stala interpretace Sester Skovajsových z roku 1943.

## Současnost
Skladba je jednou z nejpopulárnějších pochodů v Česku. Dnes ji ve svém repertoáru mají dechové kapely především v oblasti Moravy, kde díky svému lidovému rázu často doprovázejí průvody folklorních slavností. Pochod používá také Armáda České republiky. Je populární v Rakousku i Německu, kde je znám především pod názvem Kammbläser-Marsch. V Německu je znám především v provedení německého aranžéra Franze Bummerla, původem z oblasti Chebska.

## Alternativní názvy skladby
Pochod je znám pod několika názvy.
- Šohaj
- Slovácký pochod
- Kammbläser-Marsch
- Der Junge
- Sohaj-Marsch

## Slova
Nestískaj ma šohaj ručku, co chceš, já nevím,
tvojím slzám, tvojmu smutku, já nerozumím.
Nehněvaj sa, když sa směju, žerty vystrájám,
zpěv a tanec že miluju a svět ráda mám.
Já ti nikdy nerozumím, když mne objímáš,
věčnú lásku a kdoví co, mi pripomínáš.
Stokrát som ti říkávala, že ťa ráda mám,
a co bych za bratra dala, aj za teba dám.
Lúbím otca, lúbím matku, celú rodinu,
lúbím svoju kamarátku, svojú dědinu.
Lúbím všetkých dobrých ludí, lúbím aj teba.
Co chceš ještě? Buď veselý, netrap sám seba.